# Кварцевый песчаник
Кварцевые песчаники — конечный продукт эволюции песка, когда осадочная дифференциация и химическое выветривание приводили к образованию почти мономинеральных кварцевых пород (в этих песках содержание кварца составляет 95 % и выше). Кварцевые песчаники — самый известный тип коллекторов месторождений нефти Урало-Поволжья. Обычно это белые породы, иногда окрашенные окислами железа в розоватые и красные тона.

## Разновидности

#### По цвету
- светлые, белые (иногда темные, с магнетитом или органическим веществом, бурые и красно-бурые с железистым цементом)

#### По строению
- однородные
- рыхлые
- грубозернистые